# Torella del Sannio
Torella del Sannio község (comune) Olaszország Molise régiójában, Campobasso megyében.

## Fekvése
A megye nyugati részén fekszik. Határai: Casalciprano, Castropignano, Duronia, Fossalto, Frosolone, Molise és Pietracupa.

## Története
Első említése a 13. századból származik. A következő századokban nemesi birtok volt. A 19. században nyerte el önállóságát, amikor a Nápolyi Királyságban felszámolták a feudalizmust.

## Népessége
A népesség számának alakulása:

## Főbb látnivalói
- Castello Angioino (a település Anjou-kori erődje)
- San Nicola di Bari-templom
- Ss. Rosario-templom